# Municipio de Greenfield (Minnesota)
El municipio de Greenfield (en inglés: Greenfield Township) es un municipio ubicado en el condado de Wabasha en el estado estadounidense de Minnesota. En el año 2010 tenía una población de 1349 habitantes y una densidad poblacional de 13,77 personas por km².

## Geografía
El municipio de Greenfield se encuentra ubicado en las coordenadas 44°19′21″N 91°58′36″O / 44.32250, -91.97667. Según la Oficina del Censo de los Estados Unidos, el municipio tiene una superficie total de 97.97 km², de la cual 83,53 km² corresponden a tierra firme y (14,75 %) 14,45 km² es agua.

## Demografía
Según el censo de 2010, había 1349 personas residiendo en el municipio de Greenfield. La densidad de población era de 13,77 hab./km². De los 1349 habitantes, el municipio de Greenfield estaba compuesto por el 98,52 % blancos, el 0,22 % eran afroamericanos, el 0,07 % eran amerindios, el 0,52 % eran asiáticos, el 0,22 % eran de otras razas y el 0,44 % eran de una mezcla de razas. Del total de la población el 0,52 % eran hispanos o latinos de cualquier raza.